# 신현희와 김루트
신현희와 김루트는 2014년부터 2019년 5월까지 활동한 대한민국의 혼성 듀오였다.

## 음반 목록
EP
- 2015: 신현희와 김루트

싱글
- 2014: 캡송
- 2015: 날개3333
- 2015: 왜 때려요 엄마
- 2015: 짝사랑은 힘들어
- 2015: 오빠야

## TV 프로그램
- 2015년 KBS 《유희열의 스케치북》
- 2017년 MBC 《라디오스타》
- 2018년 JTBC 《투유 프로젝트 - 슈가맨2》
- 2018년 MBC 《미스터리 음악쇼 복면가왕》 - CD 삼킨 목소리 CD 플레이어 <참가자>
- 2022년 JTBC 《싱어게인2》-무명가수전 <참가자>